# Gorla Minore
Gorla Minore (Gòrla Minur in dialetto varesotto) è un comune italiano di 8 184 abitanti della provincia di Varese in Lombardia. Il paese dista 6 km dalla città di Busto Arsizio ed è lambito dal fiume Olona.

## Storia
Nel 1666 Carlo II di Spagna concesse il territorio di Gorla Minore in feudo a Francesco Maria Terzaghi e agli eredi di quest'ultimo.
Nel 1870 furono aggregati a Gorla Minore i comuni di Gorla Maggiore e Prospiano; successivamente il comune di Gorla Maggiore venne ricostituito.

### Simboli
Lo stemma è stato riconosciuto con decreto del capo del governo del 10 giugno 1939 ed è costituito da uno scudo troncato semipartito: nel primo d'azzurro, all'albero di pino accostato da due leoni d'argento, controrampanti; nel secondo cinque punti d'argento equipollenti a quattro di rosso; il terzo d'azzurro, all'armatura al naturale.
Il gonfalone è un drappo interzato in fascia di verde, di bianco e di rosso, caricato al centro dello stemma comunale.

## Monumenti e luoghi d'interesse

### Architetture civili

#### Villa Terzaghi Durini
Probabilmente già esistente sul finire del Cinquecento, la villa appartenne in un primo momento alla famiglia Terzaghi, per poi passare in eredità ai Durini. A un esponente di quest'ultima famiglia - il cardinale Angelo Maria Durini - si devono gli interventi che, a partire dal 1776, conferirono alla villa cosiddetta La Magna un aspetto a metà strada tra il barocco e il neoclassico. Inserita in un ampio parco, nel corso del Novecento la villa fu donata dai Durini all'amministrazione comunale.

## Società

### Evoluzione demografica
- 660 ab. nel 1751
- 712 ab. nel 1805
- 1 152 ab. nel 1853

Abitanti censiti

## Infrastrutture e trasporti

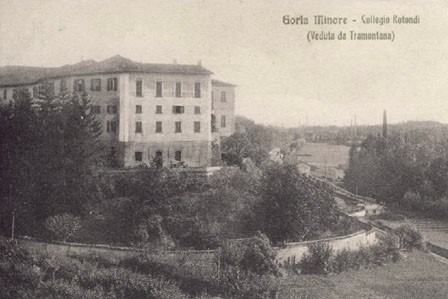
Il Collegio Rotondi in una cartolina d'epoca; in basso a destra la stazione ferroviaria

La stazione di Gorla Minore, attivata nel 1904, era posto lungo la ferrovia di Valmorea ai piedi del Collegio Rotondi; privata del traffico passeggeri nel 1952, fu soppressa definitivamente nel 1977 assieme all'intera linea.

## Amministrazione
In età napoleonica Gorla Minore annesse tutto il suo circondario, tra cui Gorla Maggiore, Marnate, Nizzolina, Prospiano, Rescalda e, per breve tempo, Solbiate Olona. Gli austriaci annullarono però tutto al loro ritorno.

## Sport
La società calcistica di Gorla Minore è l'Union Gorla, che milita in Prima Categoria Varese.